# ISO 3166-2:NA
کد ISO 3166-2:NA بخشی از استاندارد ایزو ۳۱۶۶ برای کشور نامیبیا است که توسط سازمان بین‌المللی استانداردسازی ISO تنظیم شده‌است این سازمان، کدهای استاندارد را برای تقسیمات کشوری (ایالت‌ها یا استان‌های) کشورهای فهرست شده در استاندارد ایزو ۳۱۶۶-۱ تعریف می‌کند.
هر کد شامل دو بخش می‌گردد که توسط علامت - جدا می‌گردند.
- بخش نخست NA که در ایزو ۳۱۶۶-۱ آلفا-۲ کد کشور نامیبیا است.
- بخش دوم شامل یک یا دو یا سه حرف است که بیان‌کننده استان یا ایالت کشور نامیبیا می‌باشد.

## کدها
| کدها  | استان               |
| ----- | ------------------- |
| NA-CA | Caprivi Region      |
| NA-ER | Erongo Region       |
| NA-HA | Hardap Region       |
| NA-KA | Karas Region        |
| NA-KH | Khomas Region       |
| NA-KU | Kunene Region       |
| NA-OW | Ohangwena Region    |
| NA-OK | Kavango Region      |
| NA-OH | Omaheke Region      |
| NA-OS | Omusati Region      |
| NA-ON | Oshana Region       |
| NA-OT | Oshikoto Region     |
| NA-OD | Otjozondjupa Region |